# راسلمينيا 30
راسلمينيا 30 هو العرض الثلاثين لمهرجان راسلمينيا، وهو حدث سنوي تنضمه مؤسسة دبليو دبليو إي. دارت الأحداث في 6 أفريل 2014 وكانت المباراة بين الاندرتيكر وبروك ليسنر والفائز كان بروك وهذه النتيجة قد أبهرت الجميع فالاندرتيكر انتهت سلسلة انتصاراته فهذا الخبر قد صدم جميع الجمهور.

## روابط خارجية
- راسلمينيا 30 على موقع IMDb (الإنجليزية)
- راسلمينيا 30 على موقع قاعدة بيانات الفيلم (الإنجليزية)
- راسلمينيا 30 على موقع كينوبويسك (الروسية)